# Roy Baidjnath Panday
Roy Baidjnath Panday (12 april 1956) is een Surinaams jurist. Hij was van 2014 tot 2021 procureur-generaal en stond daarmee aan het hoofd van opsporingsonderzoeken en vervolgingen van strafbare feiten. Sinds zijn pensionering is hij Agent van Staat bij het Inter-Amerikaanse Hof van Justitie en bij de mensenrechtencommissie van de OAS. Vanuit het PIU coördineert hij de implementatie van veertig aanbevelingen tegen witwassen van de CFATF.

## Biografie
Roy Baidjnath Panday studeerde af als meester in de rechten. Hij kwam rond 1986 in overheidsdienst en twee jaar later in dienst van het Openbare Ministerie. Tot en met 2014 was hij meerdere jaren advocaat-generaal.

### Procureur-generaal, eerst waarnemend
Hij werd per 3 december 2014 door president Desi Bouterse benoemd tot waarnemend procureur-generaal (pg) van het Hof van Justitie, als opvolger van Soebhaas Punwasi die met pensioen ging. Als advocaat-generaal werd hijzelf opgevolgd door hoofdofficier Garcia Paragsingh. Een pg staat aan het hoofd van opsporingsonderzoeken en vervolgingen van strafbare feiten. Op 2 maart 2016 beëdigde Bouterse hem als pg.
In 2016 had hij het Decembermoorden-proces inmiddels hervat, met daarin Bouterse als verdachte. Baidjnath Panday lichtte toen in een interview toe, dat zijn rol voortaan beperkt zou zijn omdat de Krijgsraad had ingestemd met de voortzetting van de zaak. Toen Bouterse medio juli 2017 een gevangenisstraf van 20 jaar tegen hem hoorde eisen, dreigde hij het vertrouwen in Baidjnath Panday op te zeggen, maar trok dat later in. Ook rechtvaardigde Bouterse zijn daden als zouden ze Gods goedkeuring hebben gehad, met de woorden: "Als God mij hier heeft neergezet, wie is de rechter dan om mij weg te sturen."
Op 10 december 2020 zou het zijn laatste werkdag voor zijn pensioen zijn geweest, maar Baidjnath Panday besloot ondanks zijn verlofmogelijkheid door te werken tot zijn 65e. Dat was op maandag 12 april 2021, wat zijn laatste werkdag was. Garcia Paragsingh was opnieuw zijn opvolger, nu in de functie van waarnemend pg.
Bij zijn afscheid, op de vrijdag ervoor, onderscheidde president Chan Santokhi hem als Grootofficier in de Ereorde van de Palm.

### Na zijn pensionering
Na zijn pensionering werd hij aangesteld als Agent van Staat bij het Inter-Amerikaanse Hof van Justitie en bij de mensenrechtencommissie van de Organisatie van Amerikaanse Staten (OAS). In beide gevallen is de Surinaamse Margo Waterval zijn plaatsvervanger en werken zij op het gebied van mensenrechten.
Verder werd hij op 28 oktober 2021 benoemd tot coördinator van de Project Implementation Unit (PIU) om veertig aanbevelingen van de CFATF om te zetten naar wetgeving in het kader van het Anti-Money Laundering Programma.
In de jaren 2020 is hij ook vicevoorzitter van de Raad van Toezicht van de De Surinaamsche Bank. Daarnaast adviseert hij de president van Suriname over juridische kwesties.